# Жутотраки пиргавац
Жутотраки пиргавац (лат. Pyrgus sidae) је врста дневног лептира из породице скелара. Насељава јужну и источну Европу. Гусенице се хране петопрсницама и слезовима. Од осталих врста из рода Pyrgus се разликује по две жуте пруге на доњој страни задњих крила.

## Распрострањеност у Србији
У Србији је ово ретка врста, насељава углавном јужне и источне делове земље. На појединим местима је још увек бројна врста, али се њен ареал смањује. Углавном се налази на планинским ливадама, а често се може видети како се храни на биљкама богатим нектаром.

## Животни циклус
Животни циклус жутотраког пиргавца је исти као и код других врста из рода Pyrgus.
Женка полаже јајашца на биљку хранитељку, из јајашцета се излежу гусенице које почињу да се хране листовима. Након одређеног времена гусенице се улуткају, а из лутки касније изађу одрасле јединке. Одрасле јединке лете од почетка маја па до средине јула.